# Podział terytorialny Sydney

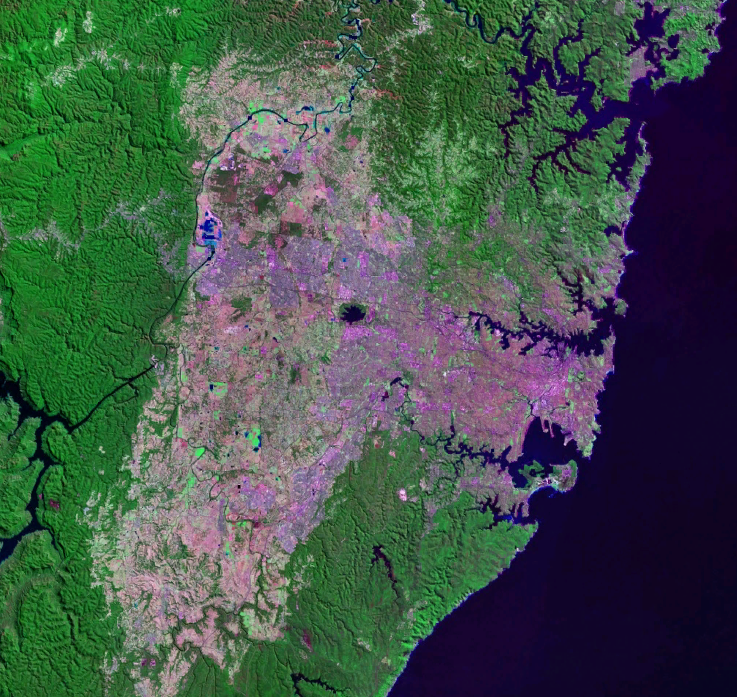

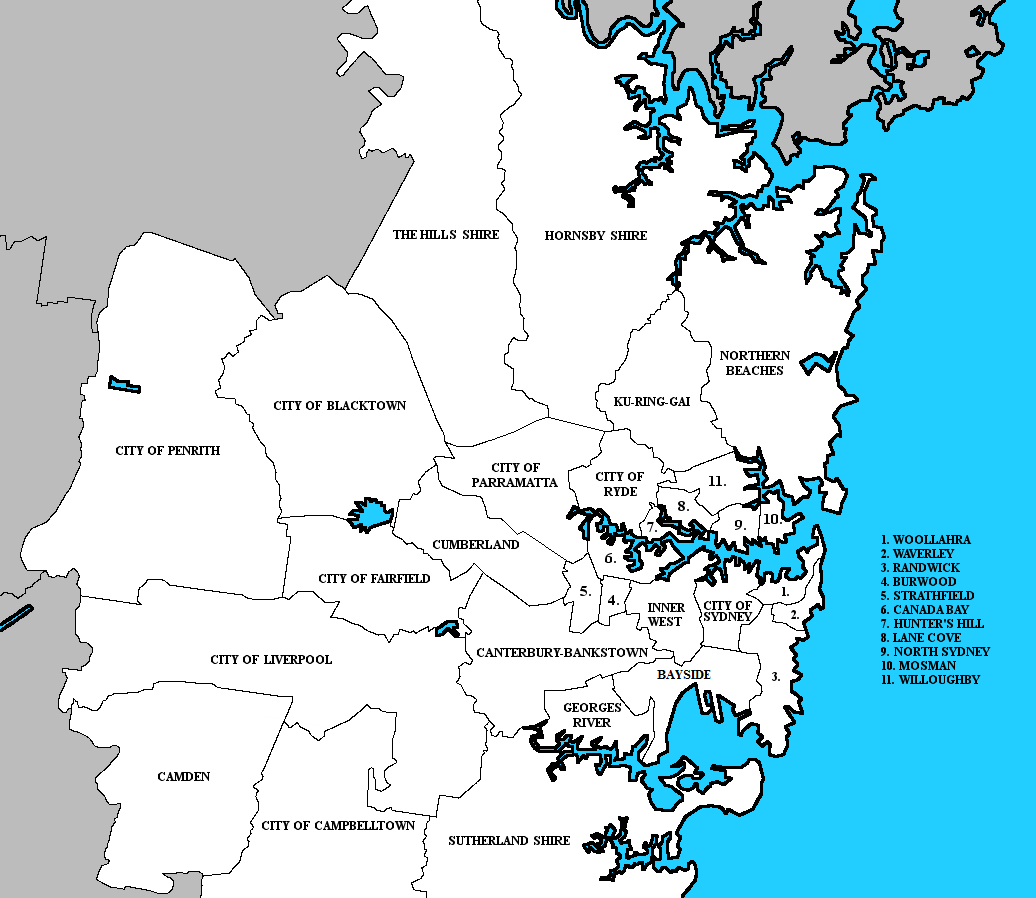
Podział administracyjny Sydney

Podział terytorialny Sydney – obszar metropolii Sydney, składa się z 38 jednostek samorządowych. Lista zawiera wykaz samorządów (ang. local government area) wchodzących w skład metropolii oraz ich przedmieść i osiedli (ang. suburb).

## Gmina Ashfield
- Croydon Park[3]
- Dobroyd Point
- Haberfield
- Hurlstone Park[4]
- Summer Hill

## Auburn
- Auburn
- Auburn North
- Auburn South
- Auburn West
- Berala
- Homebush Bay
- Lidcombe
- Lidcombe North
- Newington
- Regents Park
- Rookwood
- Silverwater

## City of Bankstown
| - Bankstown - Bankstown Airport - Bass Hill - Birrong - Chester Hill - Chullora - Condell Park - East Hills - Georges Hall - Greenacre - Lansdowne - Milperra | - Mount Lewis - Padstow - Padstow Heights - Panania - Picnic Point - Potts Hill - Revesby - Revesby Heights - Sefton - Villawood - Yagoona |

## City of Blacktown
| - Acacia Gardens - Arndell Park - Bidwill - Blackett - Blacktown - Colebee - Dean Park - Dharruk - Doonside - Eastern Creek - Emerton - Glendenning | - Glenwood - Hassall Grove - Hebersham - Huntingwood - Kellyville Ridge - Kings Langley - Kings Park - Lalor Park - Lethbridge Park - Marayong - Marsden Park - Minchinbury | - Mount Druitt - Newbury - Oakhurst - Parklea - Plumpton - Prospect - Quakers Hill - Riverstone - Rooty Hill - Rouse Hill - Schofields - Seven Hills | - Shalvey - Shanes Park - Stanhope Gardens - The Ponds - Toongabbie - Tregear - Vineyard - Whalan - Willmot - Woodcroft |

## City of Botany Bay
- Banksmeadow
- Botany
- Daceyville
- East Botany
- Eastgardens
- Eastlakes
- Hillsdale
- Mascot
- Pagewood

## Burwood
- Burwood
- Burwood Heights
- Croydon Park[3]
- Enfield
- Strathfield[10]

## Camden
| - Bickley Vale - Bringelly - Camden - Camden South - Catherine Field - Cobbitty - Currans Hill - Elderslie - Ellis Lane - Grasmere | - Harrington Park - Kirkham - Leppington - Mount Annan - Narellan - Narellan Vale - Oran Park - Rossmore - Smeaton Grange - Spring Farm |

## City of Campbelltown
| - Airds - Ambarvale - Blair Athol - Blairmount - Bow Bowing - Bradbury - Campbelltown - Claymore - Denham Court - Eagle Vale - Englorie Park - Eschol Park | - Gilead - Glen Alpine - Glenfield - Ingleburn - Kearns - Kentlyn - Kearns - Kentlyn - Leumeah - Long Point - Macquarie Fields - Macquarie Links | - Menangle Park - Minto - Minto Heights - Raby - Rosemeadow - Ruse - St Andrews - St Helens Park - Varroville - Wedderburn - Woodbine |

## City of Canada Bay
| - Abbotsford - Breakfast Point - Cabarita - Canada Bay - Chiswick - Concord - Concord West - Drummoyne - Five Dock | - Liberty Grove - Mortlake - North Strathfield - Rhodes - Rodd Point - Russell Lea - Strathfield - Wareemba |

## City of Canterbury
| - Ashbury - Belfield - Belmore - Beverly Hills - Campsie - Canterbury - Clemton Park - Croydon Park - Earlwood | - Hurlstone Park - Kingsgrove - Lakemba - Narwee - Punchbowl - Riverwood - Roselands - Undercliffe - Wiley Park |

## City of Fairfield
| - Abbotsbury - Bonnyrigg - Bonnyrigg Heights - Bossley Park - Cabramatta - Cabramatta West - Canley Heights - Canley Vale - Carramar - Edensor Park - Fairfield - Fairfield East - Fairfield Heights | - Fairfield West - Greenfield Park - Horsley Park - Lansvale - Mount Pritchard - Old Guildford - Prairiewood - Smithfield - St Johns Park - Yennora - Villawood - Wakeley - Wetherill Park |

## Hrabstwo The Hills
| - Annangrove - Baulkham Hills - Beaumont Hills - Bella - Box Hill - Hillside - Canoelands - Carlingford - Castle Hill - Cattai - Crestwood | - Dural - Glenhaven - Glenorie - Kellyville - Kenthurst - Leets Vale - Lower Portland - Maraylya - Maroota - Middle Dural | - Nelson - North Rocks - Northmead - Oatlands - Round Corner - Rouse Hill - Sackville North - South Maroota - West Pennant Hills - Wisemans Ferry |

## City of Holroyd
| - Fairfield - Girraween - Greystanes - Guildford - Guildford West - Holroyd - Mays Hill - Merrylands - Merrylands West | - Parramatta - Pemulwuy - Pendle Hill - Smithfield - South Wentworthville - Toongabbie - Wentworthville - Woodpark |

## Hrabstwo Hornsby
| - Arcadia - Beecroft - Berowra - Berowra Creek - Berowra Heights - Berowra Waters - Berrilee - Bobbin Head - Brooklyn - Canoelands - Carlingford | - Castle Hill - Cheltenham - Cherrybrook - Cowan - Dangar Island - Dural - Epping - Fiddletown - Forest Glen - Fox Valley - Galston | - Glenorie - Hornsby - Hornsby Heights - Laughtondale - Maroota - Middle Dural - Milson Island - Milsons Passage - Mount Colah - Mount Kuring-gai | - Normanhurst - North Epping - Pennant Hills - Singletons Mill - Thompsons Corner - Thornleigh - Waitara - West Pennant Hills - Westleigh - Wisemans Ferry |

## Gmina Hunter’s Hill
- Gladesville[22]
- Henley
- Hunters Hill
- Huntleys Cove
- Huntleys Point
- Tarban
- Woolwich

## City of Hurstville
- Beverly Hills[13]
- Hurstville
- Kingsgrove[14]
- Lugarno
- Mortdale[23]
- Narwee[13]
- Oatley[23]
- Peakhurst
- Peakhurst Heights
- Penshurst
- Riverwood[13]

## Gmina Kogarah
| - Allawah - Beverley Park - Blakehurst - Carlton - Carss Park | - Connells Point - Hurstville Grove - Kogarah - Kogarah Bay - Kyle Bay | - Mortdale - Oatley - Penshurst - Sans Souci - South Hurstville |

## Ku-ring-gai
| - Akuna Bay - Asquith - Barra Brui - East Gordon - East Killara - East Lindfield - Gordon - Killara - Lindfield - North St Ives - North Turramurra - North Wahroonga | - Pymble - Roseville - Roseville Chase - South Turramurra - St Ives - St Ives Chase - Turramurra - Wahroonga - Warrawee - West Killara - West Lindfield - West Pymble |

## Gmina Lane Cove
- Gore Hill
- Greenwich
- Lane Cove
- Lane Cove North[26]
- Lane Cove West
- Linley Point
- Longueville
- Northwood
- Osborne Park
- Riverview
- St Leonards[27]

## Gmina Leichhardt
- Annandale
- Balmain
- Balmain East
- Birchgrove
- Birkenhead Point
- Goat Island
- Leichhardt
- Lilyfield
- Rozelle

## City of Liverpool
| - Ashcroft - Austral - Badgerys Creek - Bringelly - Busby - Cartwright - Casula - Cecil Hills - Cecil Park - Chipping Norton - Denham Court - Edmondson Park | - Green Valley - Greendale - Hammondville - Heckenberg - Hinchinbrook - Holsworthy - Horningsea Park - Hoxton Park - Kemps Creek - Leppington - Liverpool - Luddenham | - Lurnea - Middleton Grange - Miller - Moorebank - Pleasure Point - Prestons - Rossmore - Sadleir - Voyager Point - Warwick Farm - Wattle Grove - West Hoxton |

## Manly
- Balgowlah
- Balgowlah Heights
- Clontarf
- Fairlight
- Manly
- North Seaforth
- Seaforth

## Marrickville
- Camperdown[30]
- Dulwich Hill
- Enmore
- Lewisham
- Marrickville
- Marrickville South
- Newtown[30]
- Petersham
- St Peters
- Stanmore
- Sydenham
- Tempe

## Gmina Mosman
- Balmoral
- Balmoral Bathes
- Beauty Point
- Clifton Gardens
- Georges Heights
- Mosman
- Taronga Park
- Spit Junction
- The Spit

## North Sydney
- Cammeray
- Cremorne
- Cremorne Point
- Crows Nest
- Kirribilli
- Lavender Bay
- McMahons Point
- Milsons Point
- Neutral Bay
- North Sydney
- St Leonards[27]
- Waverton
- Wollstonecraft

## City of Parramatta
| - Camellia - Carlingford - Chester Hill - Clyde - Constitution Hill - Dundas - Dundas Valley - Eastwood - Epping - Ermington | - Granville - Guildford - Harris Park - Melrose Park - Merrylands - Merrylands West - North Parramatta - Northmead - Oatlands - Old Toongabbie | - Parramatta - Pendle Hill - Rosehill - Rydalmere - South Granville - Telopea - Toongabbie - Wentworthville - Westmead - Winston Hills |

## City of Penrith
| - Agnes Banks - Berkshire Park - Cambridge Gardens - Cambridge Park - Castlereagh - Claremont Meadows - Colyton - Cranebrook - Dunheved - Emu Heights - Emu Plains - Erskine Park | - Glenmore Park - Jamisontown - Kemps Creek - Kingswood - Lemongrove - Leonay - Llandilo - Londonderry - Luddenham - Mount Vernon - Mulgoa - North St Marys | - Orchard Hills - Oxley Park - Penrith - Regentville - South Penrith - St Clair - St Marys - Wallacia - Werrington - Werrington County - Werrington Downs |

## Pittwater
| - Avalon - Bayview - Bilgola - Bilgola Plateau - Bungan Head - Newport - Careel Bay - Church Point - Clareville - Clareville Beach | - Coasters Retreat - Elanora Heights - Ingleside - Mona Vale - Morning Bay - North Narrabeen - Palm Beach - Scotland Island - Warriewood - Whale Beach |

## City of Randwick
| - Centennial Park - Chifley - Clovelly - Coogee - Kensington - Kingsford - La Perouse - Little Bay | - Malabar - Maroubra - Maroubra Junction - Matraville - Phillip Bay - Port Botany - Randwick - South Coogee |

## City of Rockdale
| - Allawah - Arncliffe - Banksia - Bardwell Park - Bardwell Valley - Bexley - Bexley North | - Brighton-Le-Sands - Carlton - Dolls Point - Kingsgrove - Kogarah - Kyeemagh - Monterey\| | - Ramsgate - Ramsgate Beach - Rockdale - Sandringham - Sans Souci - Turrella - Wolli Creek |

## City of Ryde
- Chatswood West[34]
- Denistone
- Denistone East
- Denistone West
- East Ryde
- Eastwood[31]
- Gladesville[22]
- Marsfield
- Meadowbank
- Melrose Park[31]
- North Ryde
- Putney
- Ryde
- Tennyson Point
- West Ryde

## Gmina Strathfield
- Belfield[13]
- Chullora[6]
- Croydon
- Flemington
- Homebush
- Homebush West
- Strathfield[10]
- Strathfield South

## Hrabstwo Sutherland
| - Alfords Point - Audley - Bangor - Barden Ridge - Bonnet Bay - Bundeena - Burraneer - Caringbah - Como - Cronulla - Dolans Bay - Engadine - Grays Point - Gymea | - Gymea Bay - Heathcote - Holsworthy - Illawong - Jannali - Kangaroo Point - Kareela - Kirrawee - Kurnell - Lilli Pilli - Loftus - Lucas Heights - Maianbar - Menai | - Miranda - Oyster Bay - Port Hacking - Sandy Point - Sutherland - Sylvania - Sylvania Waters - Taren Point - Yarrawarrah - Yowie Bay - Waterfall - Woolooware - Woronora - Woronora Heights |

## City of Sydney
| - Alexandria - Cockatoo Island - Barangaroo - Beaconsfield - Broadway - Camperdown - Centennial Park - Chinatown - Chippendale - Circular Quay - Darling Harbour - Darlinghurst - Darlington - Dawes Point | - East Sydney - Elizabeth Bay - Eveleigh - Erskineville - Forest Lodge - Garden Island - Glebe - Glebe Point - Haymarket - Kings Cross - Millers Point - Moore Park - Newtown - Paddington - Potts Point | - Pyrmont - Railway Square - Redfern - The Rocks - Rosebery - Rushcutters Bay - Strawberry Hills - Surry Hills - Sydney CBD - Town Hall - Ultimo - Waterloo - Woolloomooloo - Zetland |

## Warringah
| - Allambie - Allambie Heights - Beacon Hill - Belrose - Brookvale - Collaroy - Collaroy Plateau - Cottage Point - Cromer - Curl Curl - Davidson - Dee Why - Duffys Forest - Forestville | - Frenchs Forest - Freshwater - Ingleside - Killarney Heights - Manly Vale - Narrabeen - Narraweena - North Balgowlah - North Curl Curl - North Manly - Oxford Falls - Queenscliff - Terrey Hills - Wheeler Heights - Wingala |

## Waverley
- Ben Buckler
- Bondi
- Bondi Beach
- Bondi Junction
- Bronte
- Dover Heights
- North Bondi
- Queens Park
- Rose Bay
- Tamarama
- Vaucluse[36]
- Waverley

## City of Willoughby
- Artarmon
- Castle Cove
- Castlecrag
- Chatswood
- Chatswood West[34]
- Lane Cove North[26]
- Middle Cove
- Naremburn
- North Willoughby
- Northbridge
- Roseville[25]
- St Leonards[27]
- Willoughby
- Willoughby East

## Gmina Woollahra
- Bellevue Hill
- Darling Point
- Double Bay
- Edgecliff
- Paddington[35]
- Point Piper
- Vaucluse[36]
- Watsons Bay
- Woollahra